# قضية فساد الفيفا 2015
في عام 2015، كشف المدعون الفيدراليون في الولايات المتحدة عن قضايا فساد ارتكبها مسؤولون ومشاركون مرتبطون بالاتحاد الدولي لكرة القدم (فيفا)، الهيئة الحاكمة لكرة القدم وكرة الصالات وكرة القدم الشاطئية.
قبل نهاية شهر مايو من عام 2015، تم توجيه لائحة اتهامات إلى 14 شخصًا تتعلق بتحقيق أجراه مكتب التحقيقات الفيدرالي في الولايات المتحدة وشعبة التحقيقات الجنائية في دائرة الإيرادات الداخلية في الاحتيال عبر الهاتف والابتزاز وغسل الأموال. أعلن النائب العام للولايات المتحدة في الوقت نفسه عن الكشف عن لوائح الاتهام والإقرار بالذنب من قبل أربعة مديرين تنفيذيين لكرة القدم وشركتين.
تمحور التحقيق حول تواطؤ مسؤولي هيئات كرة القدم القارية في كونميبول أو اتحاد أمريكا الجنوبية لكرة القدم (أمريكا الجنوبية) واتحاد كونكاكاف (منطقة البحر الكاريبي، وأمريكا الوسطى والشمالية)، مع المديرين التنفيذيين للتسويق الرياضي. كان مسؤولو التسويق الرياضي يمتلكون الحقوق التسويقية والإعلامية للمسابقات الدولية عالية المستوى بما فيها بطولات الأمريكيتين المؤهلة لكأس العالم، وكأس الكونكاكاف الذهبية وكوبا أمريكا.
ألقي القبض على رئيس اتحاد كونكاكاف جيفري ويب، الذي كان يشغل أيضًا منصب رئيس اتحاد جزر الكايمان لكرة القدم، في إطار التحقيق، إضافة إلى الرئيس السابق لكونميبول نيكولاس ليوز، بينما اعتقل أيضًا عضوين من أعضاء اللجنة التنفيذية في الفيفا هما: إدواردو لي من اتحاد كرة القدم في كوستاريكا ويوجينيو فيغيريدو، عضو سابق في اتحاد الأورغواي لكرة القدم. استمر التحقيق عدة سنوات، وتم أول اعتقال لداريل، ابن رئيس اتحاد كونكاكاف السابق جاك وورنر، في يوليو من عام 2013.
اعتقل بالمجمل سبعة مسؤولين فيفا في ذلك الحين في فندق بور أو لاك في زيوريخ بتاريخ 27 مايو. كانوا يستعدون لحضور مؤتمر الفيفا الخامس والستين، الذي كان من المقرر أن تجري خلاله انتخابات رئيس الفيفا. كان من المتوقع أن يتم تسليمهم للولايات المتحدة للاشتباه بتلقيهم رشاوي بقيمة 150 مليون دولار. حصل بالتزامن مع ذلك غارة على مقرات كونكاكاف في شاطئ ميامي، ولاحقًا، سلم رجلان آخران أنفسهما إلى الشرطة هما جاك وورنر ومدير التسويق التنفيذي أليخاندرو بورزاكو. حدث اعتقالان آخران لمسؤولين من الفيفا في الفندق في ديسمبر عام 2015.
حرضت قضايا الاعتقالات كل من أستراليا، وكولومبيا، وكوستاريكا، وألمانيا، وسويسرا لفتح أو تشديد تحقيقات جنائية منفصلة مع كبار مسؤولي الفيفا بتهمة الفساد.

## الادعاءات
ركزت اعتقالات عام 2015 على الاستخدام المزعوم للرشوة، والاحتيال وغسل الأموال والفساد في إصدار الحقوق الإعلامية والتسويقية لألعاب الفيفا في الأمريكيتين، وقدر المبلغ بمئة وخمسين مليون دولار، من ضمنها على الأقل 110 مليون دولار للرشاوي المتعلقة بكوبا أمريكا المئوية المقرر استضافتها في عام 2016 في الولايات المتحدة. تزعم لائحة الاتهام المقدمة من محكمة المقاطعة الأمريكية في بروكلين، نيويورك، أن الرشوة كانت تستخدم في محاولة التأثير على عقود رعاية الملابس، وعملية اختيار مستضيف فيفا كأس العالم لعام 2010، وانتخابات الفيفا الرئاسية لعام 2011. على وجه التحديد، زعم أن إحدى شركات التجهيزات الرياضية مجهولة الاسم – أشير في عدة مصادر إلى أنها شركة نايكي- قد دفعت على الأقل 40 مليون دولار رشاوي لتصبح المزود الوحيد للأزياء الرسمية، والأحذية، والإكسسوارات وتجهيزات الفريق الوطني البرازيلي.
في ديسمبر عام 2020، قام وكلاء تطبيق القانون الفيدرالي بتأمين التعاون السري للمدير التنفيذي لكرة القدم الأمريكية والمسؤول في كونكاكاف تشاك بليزر. كان مكتب التحقيقات الفيدرالي في نيويورك قد بدأ تحقيقاته كبرنامج جانبي من تحقيق لا صلة له بالجريمة المنظمة، وفي أغسطس من عام 2011، بدأ مكتب قسم التحقيقات الجنائية في دائرة الإيرادات الداخلية في لوس أنجلس التحقيق في الفشل المزعوم لبليزر في تقديم ملف العائدات الضريبية على العائد الشخصي. في ديسمبر عام 2011، أصبح قسم التحقيقات الجنائية في دائرة الإيرادات الداخلية على دراية بما كان يخطط له مكتب التحقيقات الفيدرالي من خلال التقارير الإخبارية، وبدأ المكتبين تحقيقًا مشتركًا حول بليزر.
كانت تحقيقاتهم تتمحور حول تورط بليزر في عملية طرح مناقصات البلدان المستضيفة لكأس العالم فيفا منذ أوائل تسعينيات القرن العشرين فصاعدًا. تعد الولايات المتحدة الأمريكية واحدة من خمس دول تطبق التشريع القضائي العالمي بفرض ضريبة على صافي دخل مواطنيها من أي مصدر في العالم. يطلب أيضًا من دافعي الضرائب أن يخبروا ويدفعوا الضريبة على الدخل غير القانوني، وتطبق التشريع القضائي العالمي على جميع المؤسسات المالية التي لديها حسابات في الولايات المتحدة. وافق بليزر على التعاون معهم على الفور بعد أن تواصل معه عميلين وواجهاه بإثبات على جرائمه الضريبية.
في ديسمبر عام 2010، حضر الأمير ويليام، دوق كامبريدج، ورئيس الوزراء البريطاني ديفيد كاميرون اجتماعًا مع نائب رئيس الفيفا تشانغ مونغ-جون نوقشت فيه صفقة تجارة أصوات على حق استضافة كأس العالم في عام 2018.
في نوفمبر عام 2013، أقر بليزر بالذنب عن 10 تهم جنائية بما فيها التآمر باستخدام الاحتيال الإلكتروني، وغسيل الأموال، وجرائم متعلقة بضريبة الدخل والعمل المصرفي. كان الهدف من إقرار بليزر بالذنب هو تفادي تهمة الابتزاز الأكثر خطورة، التي قد تصل عقوبتها إلى السجن 20 عامًا. قام بليزر لاحقًا بعمل تسجيلات سرية لاجتماعات مع مسؤولين في الفيفا، وزعم أنه كان يحمل جهاز تسجيل مخفيًا في حلقة مفاتيح خلال دورة الألعاب الأولمبية الصيفية في لندن عام 2012. كشف النقاب عن معلومات ضد بليزر (وثيقة الاتهام المستخدمة بدلًا من لائحة الاتهام في صفقة الإقرار بالذنب) بتاريخ 27 مايو، 2015، أي في اليوم نفسه الذي حدثت فيه الاعتقالات في زيوريخ.
في عام 2011، تقدمت فايدرا الماجد، التي كانت جزءًا من مناقصة كأس العالم القطري الناجحة في عام 2022، بصفتها مخبرةً عن المخالفات. زعمت أن قطر دفعت 1.5 مليون دولار لرئيس الاتحاد الأفريقي لكرة القدم عيسى حياتو، وعضو الفيفا عن ساحل العاج جاك أنوما، ومسؤول نيجيريا الموقوف آموس أدامو كي يصوتوا لقطر؛ أنكر ثلاثتهم هذه الادعاءات. صرحت لاحقًا أنها زيفت ادعاءاتها بغرض جذب اهتمام وسائل الإعلام. تعاونت الماجد مع تقرير غارسيا.
في نوفمبر عام 2014، صرحت أنها أُجبرت على سحب ادعاءاتها لأنها خافت على سلامتها وبسبب عدم وجود تمثيل قانوني لها. بقيت حتى يونيو من عام 2015 تحت حماية مكتب التحقيقات الفيدرالي، عندما صرحت إن «مكتب التحقيقات الفيدرالي لديه كل شيء... يوجد أشخاص مستاؤون مني ]بسبب التحدث علانيةً[، وما يزعجهم حقًا هو أنني مخبرة مسلمة وأنثى... أنا فقط لا اظن ان بلاتر ينوي بالفعل أن يستقيل. كل ما يفعله محسوب. سيبذل قصارى جهده لإنقاذ نفسه، أنا واثقة من ذلك».
في مايو عام 2011، نشرت صحيفة ذا سان داي تايمز ادعاءات من مخبر سري بأن رئيس الكاف (الاتحاد الأفريقي لكرة القدم) عيسى حياتو وافق منذ زمن طويل، إلى جانب زميله عضو اللجنة التنفيذية جاك أنوما، على الحصول على نحو 1.5 مليون دولار رشاوي من قطر لدعم نقاش استضافتها لفيفا كأس العالم لعام 2022.
في عام 2013، تبين أن رئيس الفيفا السابق جواو هافيلانغ ورئيس اتحاد كرة القدم البرازيلي ريكاردو تيكسيرا كلاهما قد حصلا على رشاوي تصل إلى ملايين الدولارات. عوقب عضو اللجنة التنفيذية للفيفا مانيلال فرناندو بحظر مدى الحياة بسبب الرشوة والفساد.